# Felix Zwayer
Felix Zwayer (ur. 19 maja 1981 roku w Berlinie) – niemiecki sędzia piłkarski. Od 2012 roku sędzia międzynarodowy.
Znalazł się w gronie sędziów na Mistrzostwa Europy w Piłce Nożnej 2024.
Zwayer jest pośrednikiem w obrocie nieruchomościami i mieszka w Berlinie.